# 南區左岸

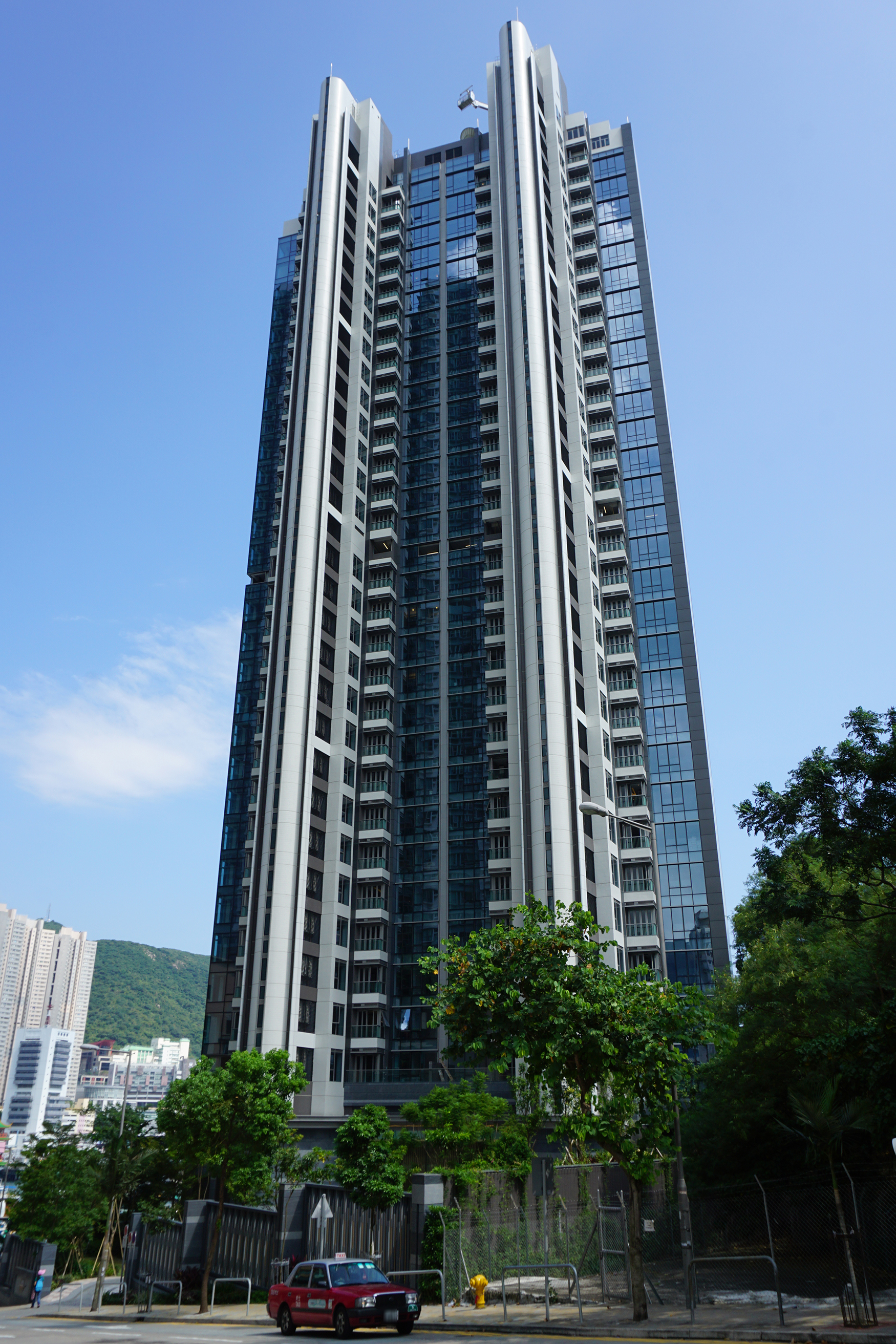
南區左岸背面

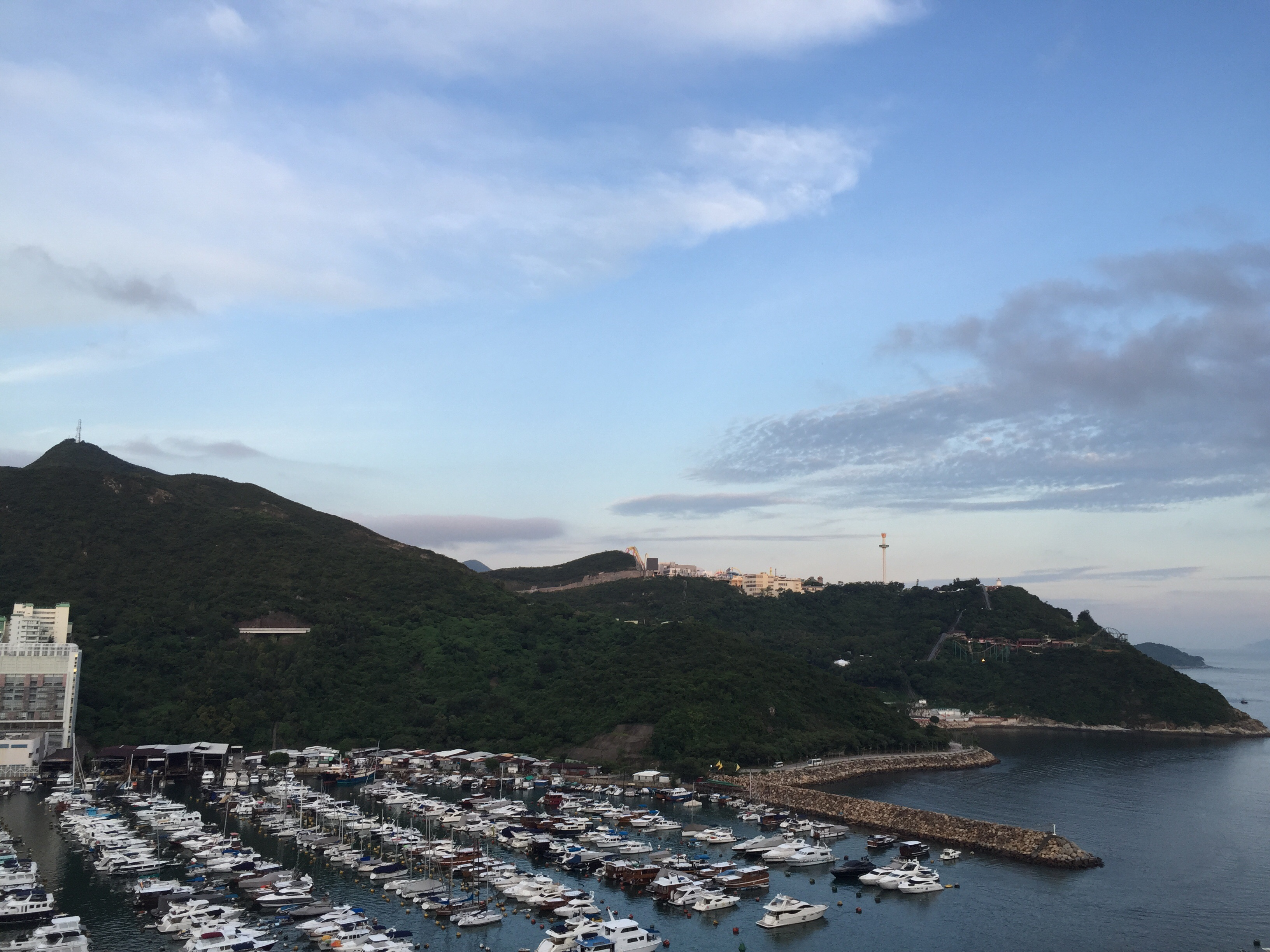
南區左岸向東南住戶景緻：遊艇停泊處（左）及海洋公園（右）

南區‧左岸（英語：Marina South）是位於香港南區鴨脷洲徑8號的豪華住宅，在鴨脷洲海旁道的末端。發展商為中國海外，由兩幢物業組成，2016年9月預售樓花，於2016年12月入伙。據發展商資料，南區‧左岸的地理形勢，與巴黎塞納河以南的『左岸』有異曲同工之妙，因而得名。

## 歷史
地皮位於鴨脷洲徑與鴨脷洲海旁道交界，佔地3.28萬呎，屬住宅甲類地盤，可建樓面約22.98萬平方呎，以每伙單位600呎至700呎計算，可提供約330伙至380伙單位。地政總署在2012年1月20日公布，鴨脷洲地皮將於2月17日招標，3月16日截標。入標財團包括長實、新世界、信置、嘉華等。到2012年3月22日，地政總署公佈中國海外力壓其餘11家發展商，創出天價以25.38億奪得地皮，每呎樓面呎價高達$11,044，刷新當時港島區分層住宅項目的樓面地價新高，媲美傳統豪宅區地價。單是土地樓面呎價已超越深灣軒及海怡半島優質單位的呎價，呎價亦迫近南灣部分景觀較差的單位。

## 住宅
物業共有2座，樓高30層，每層各設1或2伙單位，合共提供約114個四房住宅單位，每戶實用面積由1,681至2,728平方呎，與區內豪宅貝沙灣、南灣、深灣9號的最大標準戶面積相約。單位設獨立式廚房設計及設有獨立電梯大堂，前臨深灣，盡覽深灣遊艇會、海洋公園的景致。

## 設施
項目地下及1樓設有住客會所，總面積約16,138平方呎，設施包括室外泳池及日光曬台、健身室、桌球室、舞蹈室、樂韻廳、兒童樂園、住客酒窖及綠化平台等設施。另有佔地約6,168平方呎綠化空間或公共花園。
而地庫兩層共提供119個車位。

## 建築圖像

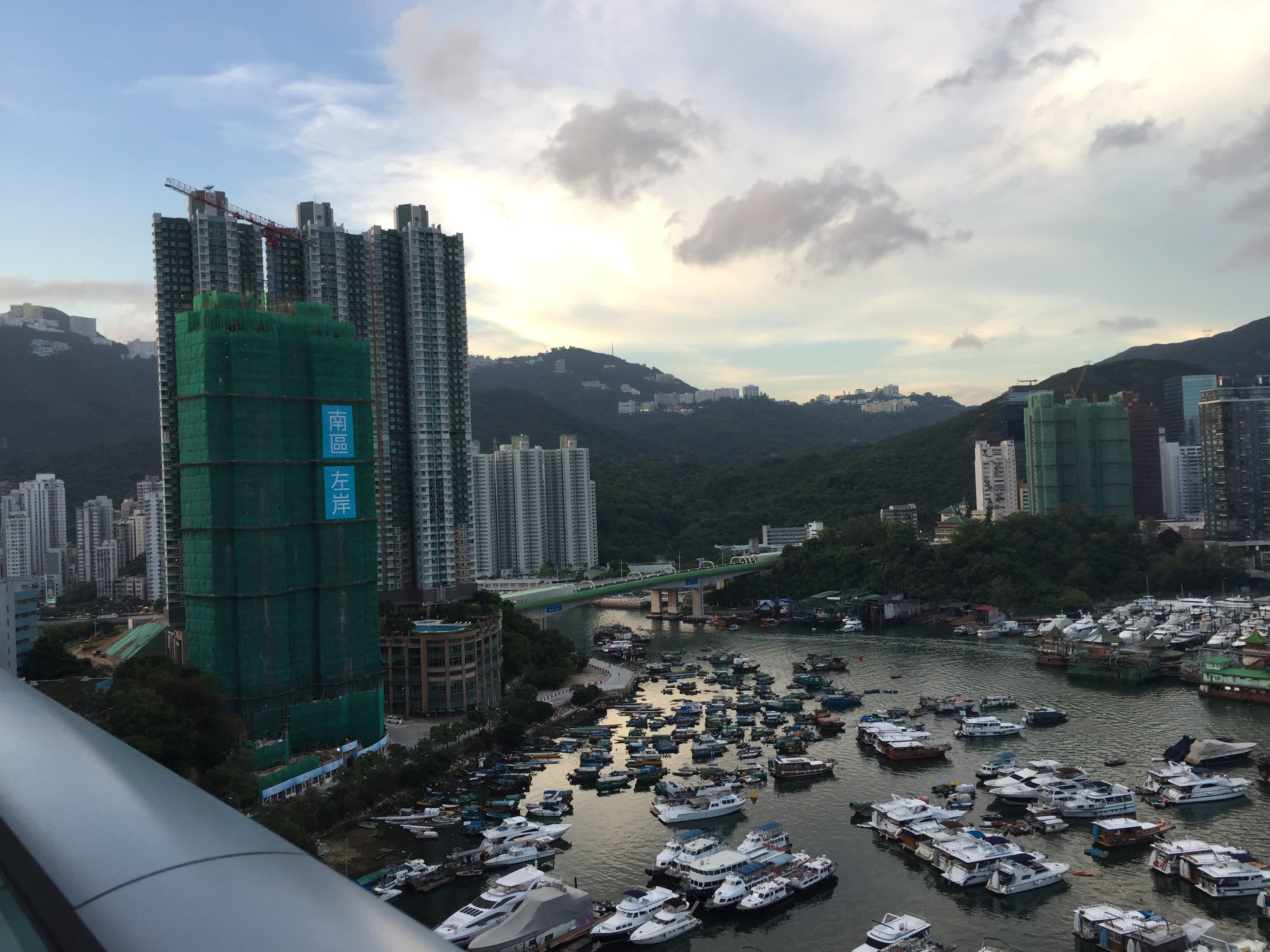
2015年8月（從南灣空中花園拍攝）
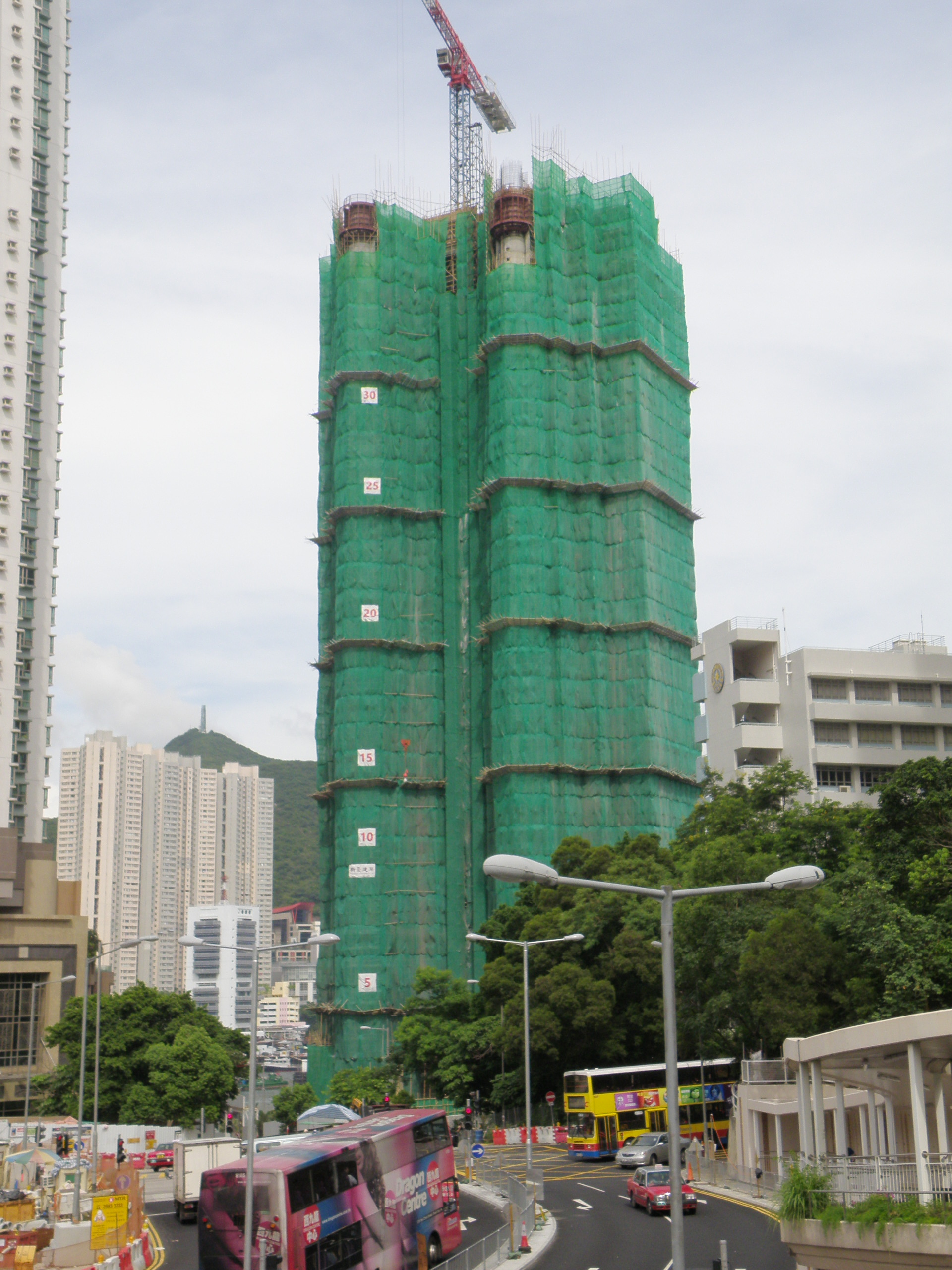
2015年7月
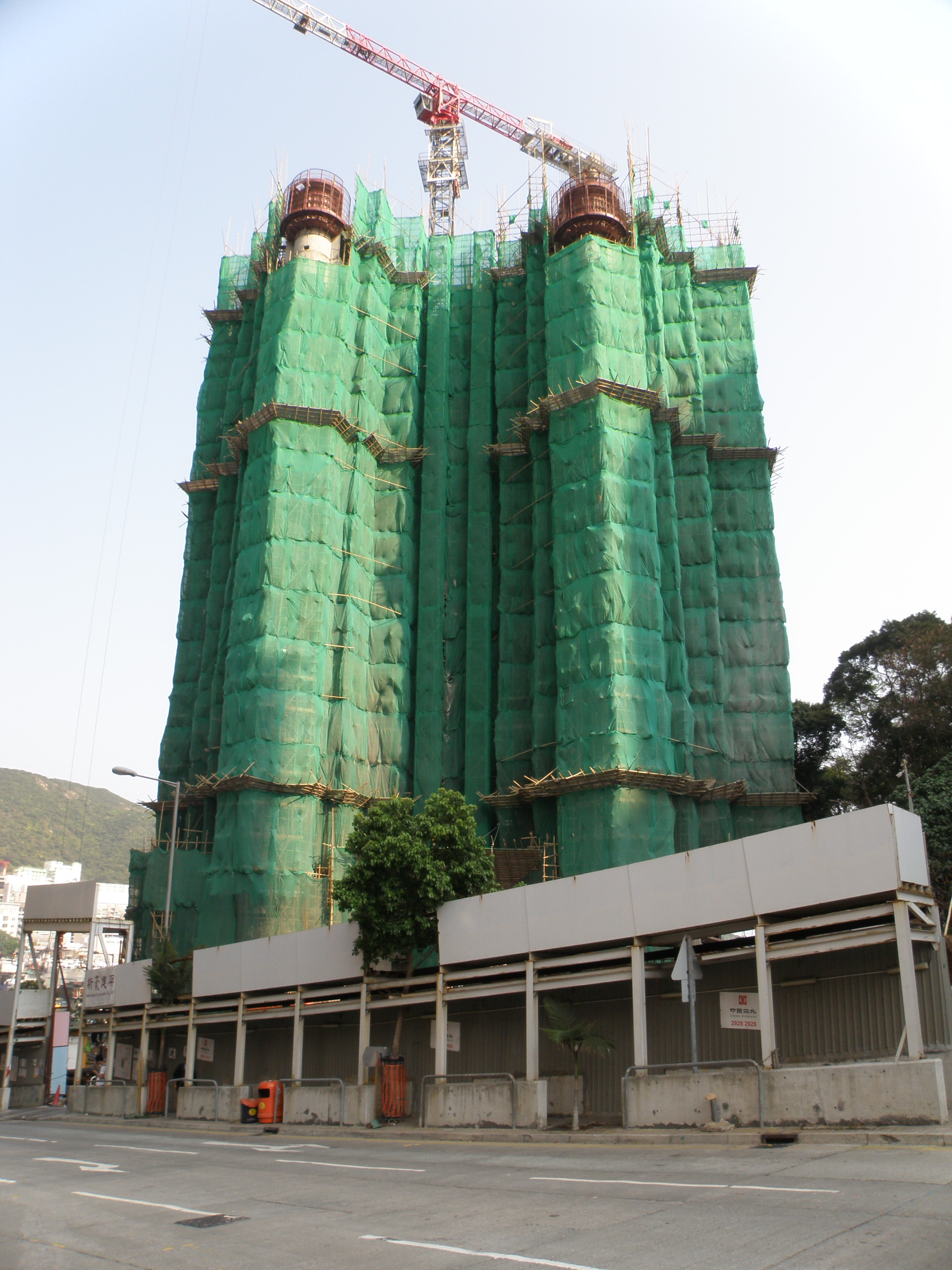
2015年3月
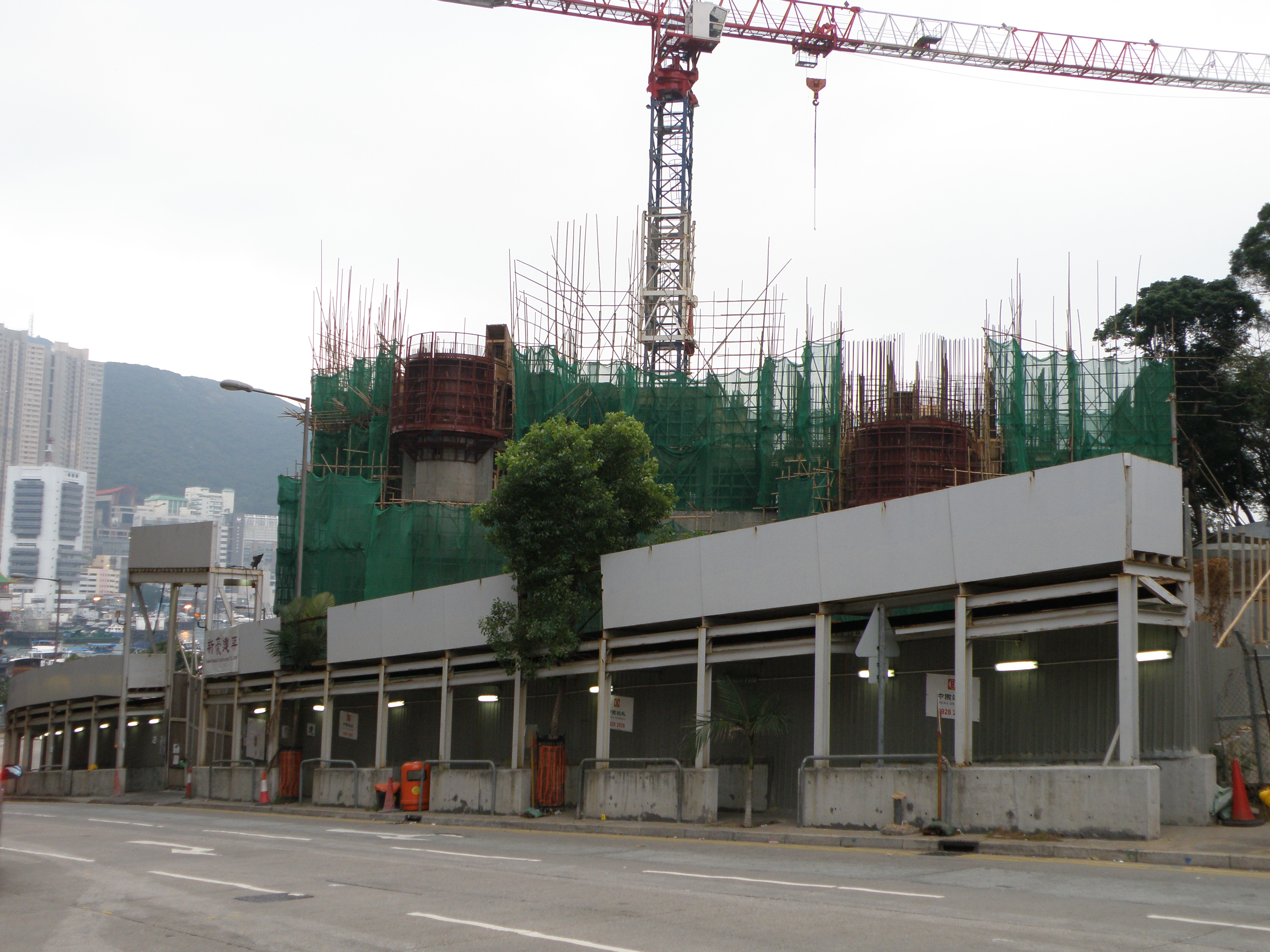
2014年12月
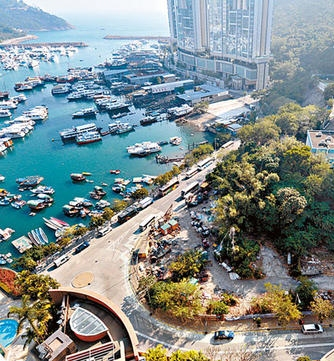
2012年3月

## 知名住客
- 歌手Tyson Yoshi，與父母及家人居住[4]

## 事件
2023年5月15日晚上10時許，一名11歲男童從大廈30樓一單位的露台墮下，倒臥屋苑平台泳池旁昏迷不醒。救援人員趕抵現場後證實男童當場不治。

## 鄰近
- 深灣軒
- 南灣
- 深灣9號